# Georgiópolis

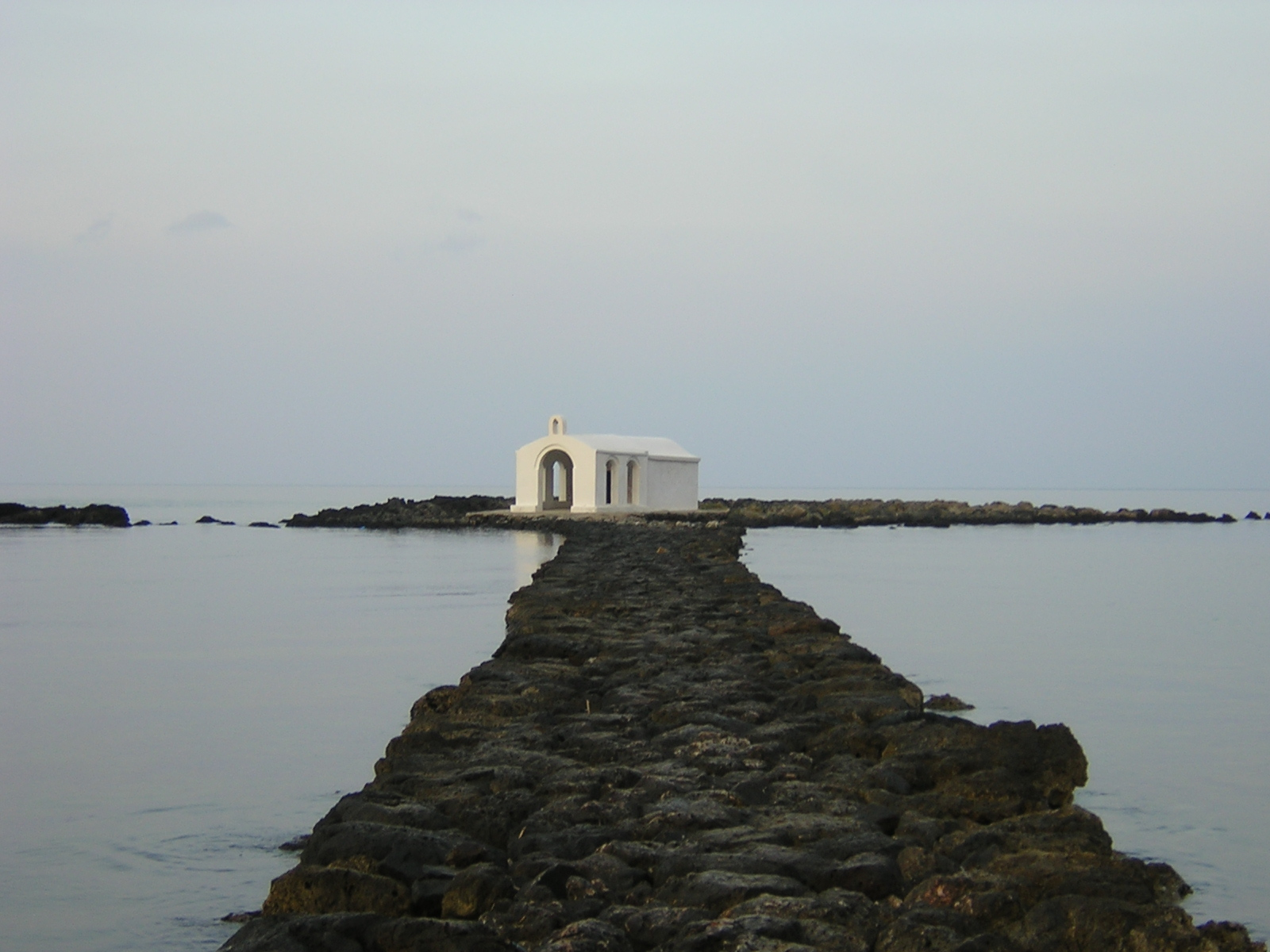
Capela de Agios Nikolaos São Nicolau)

Georgiópolis(em grego: Γεωργιούπολη; romaniz.: Georgioúpoli ou Γεωργιουπόλεως; Georgioupóleos) ou Yeoryioúpoli é uma vila da costa norte da ilha de  Creta, Grécia, capital da unidade municipal homónima, a qual faz parte do município de Apocórona e da unidade regional de Chania. A vila é provavelmente a sucessora de Anfímala, uma cidade portuária da Antiguidade. Depois de ter sido batizada Almiropólis (Almyroupolis) em 1893, foi rebatizada com o nome atual em 1899, em homenagem ao princípe Jorge da Grécia, alto comissário de Creta durante o período de transição entre o fim da ocupação otomana e a integração na Grécia.
Antes da reforma administrativa de 2011 Georgiópolis era um município, com 53,5 km² de área. Em 2011 a unidade municipal tinha 2 749 habitantes (densidade: 51,4 hab./km²) e em 2001 a vila tinha 513 habitantes. Situa-se 7 km a leste de Vrissés, 22 km a sudeste de Kalives, 40 km a sudeste de Chania e 22 km a oeste de Retimno (distâncias por estrada).

## Geografia
A vila encontra-se na extremidade sudoeste da baía de Almirós e na extremidade sudeste da península de Drápano, na foz do rio Almirós, à beira do mar de Creta, nome dado à parte sul do mar Egeu. A costa oriental da península de Drápano é montanhosa e rochosa, enquanto que em Georgiópolis e para leste, em direção a Retimno, é constituída por extensas praias de areia e o interior junto à costa é mais plano. Além do rio Almirós, o maior, há mais duas ribeiras que desaguam na vila. A foz do Almirós forma um pequeno porto na extremidade ocidental da vila e da sua praia, que é usado por barcos de pesca e de recreio.
No passado uma aldeia piscatória, atualmente Georgiópolis tem muito de estância turística, devido à sua grande praia de areia, que se estende quase por 10 km de extensão, embora vá mudando de nome: a leste da praia dita de Georgiópolis fica a praia de Kavros, seguindo-se outras que vão até Episkopi e Petres. Há muitos cafés, tavernas (restaurantes) e pequenos hotéis, além de apartamentos turísticos. Além da praia em frente à vila, do outro lado do Almirós encontra-se a praia de Kalyvaki, também muito popular. Um dos destinos populares de excursão nas redondezas é o lago Kournás, o único lago natural de água doce de Creta, situado a 4 km da vila e conhecido pelas suas mudanças de cor ao longo do dia, provavelmente devidas aos feitos de luz criados pelas montanhas que o rodeiam. Outros destinos de passeio, seja de automóvel, autocarro, a pé ou em bicicleta, são as aldeias tradicionais das redondezas, tanto em direção a Vámos, a noroeste, como em direção as Montanhas Brancas, cujos picos mais altos têm normalmente neve entre o fim do outono e a primavera e constituem o cenário de fundo da vila para quando avistada das colinas a oeste e a norte, nomeadamente da velha estrada de Vámos.
Uma das imagens turísticas mais célebres de Creta é a capela branca de Agios Nikolaos (São Nicolau), situada em pleno mar, praticamente em frente da embocadura do Almirós, acessível por um longo passadiço de pedra de tal forma baixo que fica semi-submerso durante a maré alta.

## História
Os achados arqueológicos mais antigas na região datam do período minoico — na aldeia de Castelo foi descoberto um túmulo minoico e num sítio arqueológico a sul de Georgiópolis, onde se pensa que pode ter-se situado a cidade de Anfímala mencionada por geógrafos clássicos, foram encontradas várias peças votivas. Grande parte das peças encontradas nas escavações estão no Museu Arqueológico de Chania. Anfímala foi um porto da cidade-estado de Lapa e floresceu durante o Minoano Recente (séculos XVI a XII a.C.) e no período romano (a partir da segunda metade do século I a.C.).
Durante o período bizantino, São João, o Estrangeiro esteve muito ativo na área, tendo fundado o Mosteiro de São Jorge (Moni Agios Giorgios) em Drâmia e impulsionado o desenvolvimento da vinicultura e apicultura, atividade que ainda hoje são importantes localmente. Como o resto de Creta, no início do século XIII Georgiópolis passou a integrar o Ducado de Candia, a designação de Creta sob o domínio da República de Veneza, que durou até ao final do século XVII. A região desenvolveu-se significativamente durante esse período e é mencionada em livros e documentos históricos com os nomes Castelo, Curna e Calamitsi Amigdalu, atualmente usados por aldeias locais. Os venezianos construíram uma fortaleza perto da vila, que foi depois destruída pelos otomanos. Estes construíram depois outra fortaleza com os restos da anterior. Atualmente apenas restam algumas ruínas da fortaleza otomana.
No século XIX foram instaladas mais pessoas no local, quando as marismas foram esvaziadas e transformada em campos agrícolas. A maior parte dos inúmeros eucaliptos que ainda hoje se encontram na região foram plantados nessa altura. Em 1893 a pequena vila foi batizada Almirópolis; o nome deve-se ao rio Almirós ("rio salgado"), que deságua no lado ocidental da vila e no passado era navegável 500 metros para o interior. Em 1899, o nome foi mudado para Geogiópolis, em honra do em homenagem ao príncipe Jorge que tinha chegado recentemente a Creta para oficializar a processo de integração da ilha na Grécia. Georgiópolis passou então a ser a co-capital da prefeitura de Sfakiá, que depois foi abolida.